# Dóra Bodonyi
Dóra Bodonyi (* 7. November 1993 in Szarvas) ist eine ungarische Kanutin.

## Karriere
Dóra Bodonyi war bei Welt- und Europameisterschaften sehr erfolgreich. Sie sicherte sich ihren ersten Medaillengewinn bei den Weltmeisterschaften 2015 in Mailand, bei denen sie im Zweier-Kajak über 1000 Meter mit Alíz Sarudi Dritte wurde. Ein Jahr darauf gewann sie in Moskau Silber bei den Europameisterschaften auf der 5000-Meter-Distanz im Einer-Kajak. In dieser Disziplin wurde sie 2017 sowohl in Račice u Štětí zunächst Weltmeisterin als auch in Plowdiw außerdem Europameisterin. Ein weiterer Titelgewinn gelang ihr in Plowdiw zudem im Einer-Kajak über 1000 Meter. 2018 wurde sie in Montemor-o-Velho auf der 1000-Meter-Strecke auch Weltmeisterin und sicherte sich darüber hinaus im Vierer-Kajak über 500 Meter ebenfalls die Goldmedaille. Mit dem Vierer-Kajak gelang ihr in Belgrad bei den Europameisterschaften ebenfalls der Titelgewinn.
Bodonyi vertrat Ungarn bei den Europaspielen 2019 in Minsk und belegte dort im Einer-Kajak über 5000 Meter den zweiten Platz. Ebenfalls 2019 wurde sie in Szeged in dieser Disziplin wie schon 2017 Weltmeisterin und verteidigte mit dem Vierer-Kajak den Titel aus dem Vorjahr. Gleich drei Goldmedaillen gewann sie bei den Europameisterschaften 2021 in Posen: im Einer-Kajak über 5000 Meter blieb sie ebenso siegreich wie im Vierer-Kajak und mit Danuta Kozák im Zweier-Kajak über jeweils 500 Meter.
Bei den ebenfalls 2021 ausgetragenen Olympischen Spielen 2020 in Tokio ging Bodonyi in zwei Wettbewerben auf der 500-Meter-Strecke an den Start. Im Wettkampf im Zweier-Kajak bildete sie wie schon bei den Europameisterschaften mit Danuta Kozák ein Team und gewann mit ihr sowohl ihren Vorlauf als auch ihren Halbfinallauf. Das Finale schlossen sie in 1:36,867 Minuten hinter den siegreichen Lisa Carrington und Caitlin Regal aus Neuseeland sowie den Polinnen Karolina Naja und Anna Puławska als Dritte ab und erhielten die Bronzemedaille. Noch erfolgreicher verlief für Bodonyi der Wettkampf im Vierer-Kajak, den sie mit Danuta Kozák, Tamara Csipes und Anna Kárász bestritt. Auch bei diesem Wettkampf gewannen die Ungarinnen sowohl den Vor- als auch den Halbfinallauf. Im Endlauf setzten sie sich mit einer Laufzeit von 1:35,463 Minuten vor der Mannschaft aus Belarus und den polnischen Kanutinnen durch und wurden Olympiasiegerinnen. Nach 2012 und 2016 gelang es den Ungarinnen somit zum dritten Mal in Folge, sich in dieser Disziplin die olympische Goldmedaille zu sichern.
Für ihren Olympiasieg wurde ihr 2021 das Offizierskreuz des Ungarischen Verdienstordens verliehen.